# Kirghizistan aux Jeux olympiques de la jeunesse d'hiver de 2016
Le Kirghizistan participe aux Jeux olympiques de la jeunesse d'hiver de 2016 à Lillehammer en Norvège du 12 au 21 février 2016. Une athlète représente le pays pour cette édition.

## Résultats

### Biathlon
Seule représentante kirghize de la compétition, Kunduz Abdykadyrova termine les deux épreuves auxquelles elle a participé à la 49e place et dernière place.
Femmes
| Athlète             | Épreuve   | Temps         | Cible(s) manquée(s) | Rang |
| ------------------- | --------- | ------------- | ------------------- | ---- |
| Kunduz Abdykadyrova | Sprint    | 26 min 21 s 2 | 4                   | 49   |
| Kunduz Abdykadyrova | Poursuite | 47 min 34 s 1 | 17                  | 49   |